# Dorothy Crowfoot Hodgkin
Dorothy Mary Crowfoot Hodgkin, född Crowfoot den 12 maj 1910 i Kairo i Egypten, död 29 juli 1994 i Ilmington nära Shipston-on-Stour i Warwickshire, var en brittisk kemist och nobelpristagare. Hon är mest känd för sitt framstående arbete inom röntgenkristallografi och för att ha fastställt den tredimensionella strukturen av penicillin, vitamin B12 och insulin.

## Barndom
Dorothy Crowfoot föddes i Kairo där hennes engelska föräldrar arbetade. År 1914, strax före första världskriget, återvände familjen till England. Föräldrarna reste tillbaka till Egypten medan kriget pågick, men barnen lämnades till släktingar. Familjen flyttade senare till Sudan, där fadern, John Winter Crowfoot, arbetade som arkeolog och modern, Grace Mary Crowfoot (född Hood), studerade tidiga vävtekniker och medarbetade i Sudans officiella flora som illustratör.
Större delen av Dorothy Crowfoots barndom tillbringades dock hos hennes systrar i Geldeston i Norfolk. Från 1921 till 1928 studerade hon i den närbelägna Sir John Leman School i Beccles, där hon var en av två unga kvinnor som tilläts att studera kemi.

## Forskning

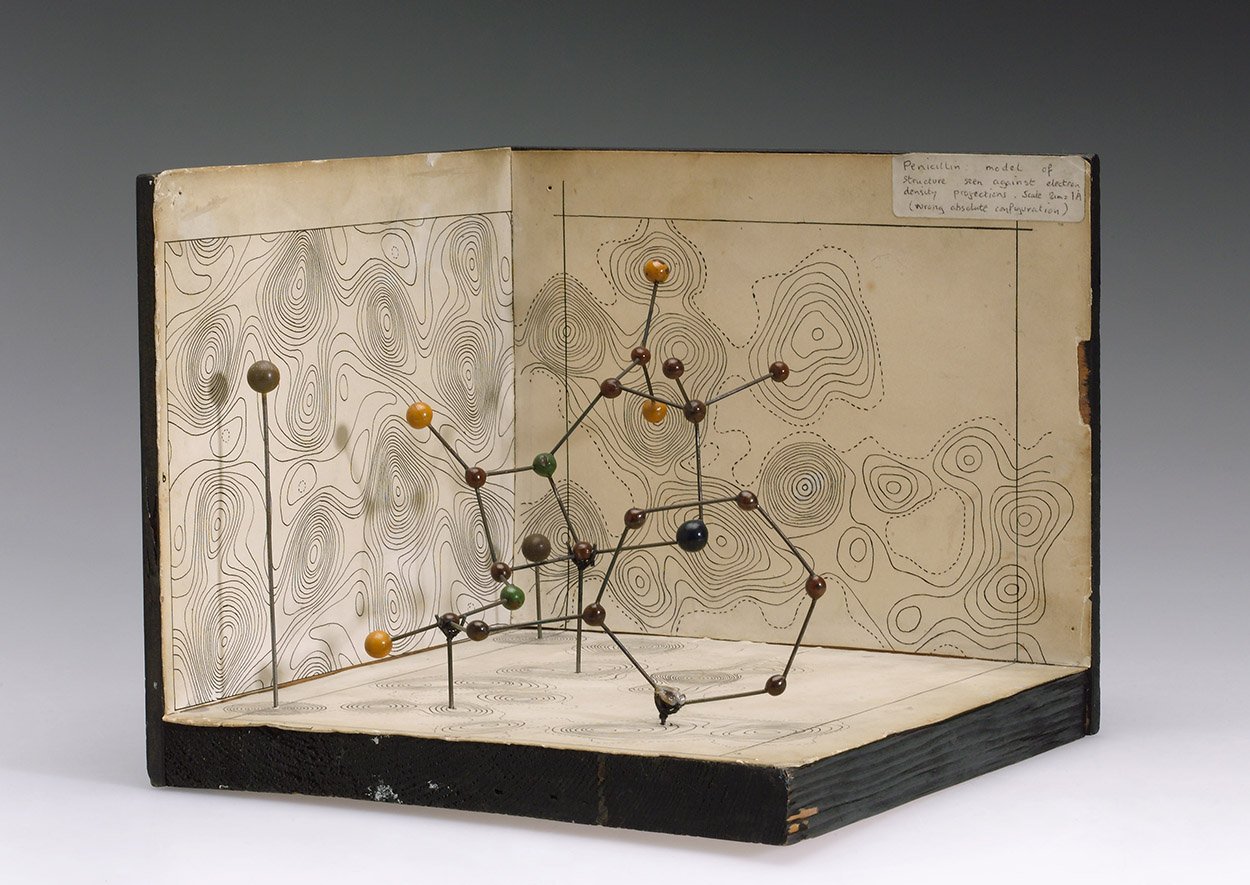
En molekylmodell av penicillinet gjord av Hodgkin cirka 1945.

Dorothy studerade kemi vid Somerville College i Oxford mellan 1928 och 1932, där hon blev intresserad av röntgenkristallografi. När Hodgkin tog examen år 1932 gjorde hon det med en förstklassig hedersexamen och var därmed den tredje kvinnan att uppnå en sådan bemärkelse på institutionen för kemi vid Oxfords universitet. Hon forskade senare i Cambridge tillsammans med John Desmond Bernal (sedermera professor i fysik vid Londons universitet), som blev hennes mentor och en livslång vän. 1934 återvände hon till Oxford, där hon påbörjade arbetet med att kartlägga flera olika molekylers kristallstrukturer med hjälp av röntgenkristallografi. År 1945 lyckades hon bekräfta penicillins struktur men på grund av andra världskriget fördröjdes publiceringen till 1949.
Innan artikeln om penicillin publicerades hade Hodgkin även börjat arbeta med vitamin B12, en komplex molekyl som då hade en okänd struktur och kemisk sammansättning. När hon upptäckte att vitamin B12 innehåller en koboltatom blev hon övertygad om att man skulle kunna bestämma kristallstrukturen även om det skulle krävas mycket arbete. I sin forskning tog Hodgkin till vara nya tekniker och genom att använda kraftfulla dataprogram lyckades hon minska tiden för beräkningar av kristallstruktur avsevärt, från flera veckor till bara några timmar. 1955 kunde Hodgkin slutligen presentera den kompletta kristallstrukturen för vitamin B12.
1960 erhöll hon en forskningsprofessur vid Royal Society, som hon behöll till sin pensionering 1977.
Genom sin karriär ägnade Hodgkin också stor tid åt att kartlägga av strukturen hos insulin. Hon tog de första röntgendiffraktogrammen av insulin 1935 men inte förrän mycket senare när kristallstrukturen var bestämd kunde hon vara helt säker på att molekylstrukturen kunde bestämmas med hjälp av röntgendiffraktion. Sammantaget tog det hela 35 år att fastställa den riktiga strukturen, vilken publicerades i en artikel 1969. Genom att fastställa strukturen av insulin banade Hodgkin väg för massproduktion av insulin som har använts för behandling av både typ 1- och typ 2-diabetes.

## Privatliv
Hela sitt liv var Dorothy Crowfoot Hodgkin intresserad av fredsarbete, något som skapade problem för henne när hon 1953 skulle närvara vid en vetenskaplig kongress i USA. Det var inte förrän 1990 som USA:s viseringssanktioner mot henne slutligt upphörde. Mellan 1976 och 1988 var hon ordförande i Pugwashrörelsen.
Hon gifte sig 1937 med historikern Thomas Hodgkin (1910–1982), med vilken hon fick tre barn.
Vid 24 års ålder började Hodgkin få värk i sina händer, efter ett läkarbesök fastställdes diagnosen reumatoid artrit. Sjukdomen förvärrades över tid och orsakade missbildningar i både händer och fötter. De sista åren i livet satt Hodgkin en stor del av tiden i rullstol men var fortsatt vetenskapligt aktiv. 
Hodgkin publicerade sina vetenskapliga texter under namnet "Dorothy Crowfoot", tills hon år 1949 övertalades till att använda sitt namn som gift. Hon hade då varit gift i 12 år innan hon började använda sitt nya namn. Därefter använde hon namnet "Dorothy Crowfoot Hodgkin", vilket också är ett av de namn som hon benämns med idag. Andra namn som används idag är "Dorothy Hodgkin" samt "Dorothy Mary Crowfoot Hodgkin".

## Priser och utmärkelser
- 1947, när Hodgkin var 37 år gammal, invaldes hon som ledamot i Royal Society.[9] Hon mottog år 1956 The Royal Medal för sitt framstående arbete med att fastställa strukturerna av penicillin, vitamin B12 och andra viktiga föreningar med hjälp av röntgenkristallografi.[15]
- Hodgkin tilldelades nobelpriset i kemi 1964 för sitt arbete med röntgenkristallografi och bestämningar av biokemiska ämnens struktur, och blev därmed den tredje kvinnan som mottog nobelpriset i kemi efter Marie Curie (1911) och Irène Joliot-Curie (1935).[9][2] Året efter blev hon den andra kvinnan, efter Florence Nightingale, att motta Förtjänstorden.
- 1976 tilldelades Hodgkins Copleymedaljen för sitt arbete med komplexa molekylstrukturer[16]. År 2019 är hon fortfarande den enda kvinnan att tilldelas medaljen.
- 1982 tog hon emot Lomonosov-guldmedaljen från den sovjetiska vetenskapsakademin.
- År 1987 tog Hodgkin emot Lenins fredspris från Michail Gorbatjovs regering.
- Asteroiden 5422 Hodgkin[17]